# Goascorán
Goascorán è un comune dell'Honduras facente parte del dipartimento di Valle.
Il comune risultava come entità autonoma già nel censimento del 1791.
Qui nacque il militare e presidente honduregno Policarpo Paz García. 